# Sirkali
Sirkali là một thành phố và khu đô thị của quận Nagapattinam thuộc bang Tamil Nadu, Ấn Độ.

## Nhân khẩu
Theo điều tra dân số năm 2001 của Ấn Độ, Sirkali có dân số 32.084 người. Phái nam chiếm 50% tổng số dân và phái nữ chiếm 50%. Sirkali có tỷ lệ 76% biết đọc biết viết, cao hơn tỷ lệ trung bình toàn quốc là 59,5%: tỷ lệ cho phái nam là 81%, và tỷ lệ cho phái nữ là 71%. Tại Sirkali, 11% dân số nhỏ hơn 6 tuổi.